# زو تشن
زو تشن (بالصينية: 諸宸) Zhu Chen (ولدت في 16 مارس 1976) لاعبة شطرنج صينية ثم قطرية تحمل لقب أستاذ كبير، وبطلة العالم للشطرنج السابقة.

## إنجازات
- في عام 2001 أصبحت ثاني لاعبة صينية تحمل لقب بطلة العالم بعد اللاعبة تسي جون.
- وهي اللاعبة الصينية الثالثة عشرة التي تحصل على لقب أستاذ كبير.
- كانت أول صينية تفوز ببطولة دولية حين فازت ببطولة العالم تحت 12 سنة للفتيات في رومانيا في عام 1988.
- فازت ببطولة العالم للفتيات عامي 1994 و1996.
- في عام 2001 هزمت اللاعبة الروسية ألكسندرا كوستنيوك لتصبح ثامن بطلة للعالم.

## جنسيتها القطرية
- في عام 2006 حصلت على الجنسية القطرية وتلعب منذاك لقطر.
- تزوجت من الأستاذ الكبير القطري محمد المضيحكي.

## روابط خارجية
- زو تشن على موقع الاتحاد الدولي للشطرنج (الإنجليزية)
- زو تشن على موقع مباريات الشطرنج (الإنجليزية)
- زو تشن على موقع 365Chess.com (الإنجليزية)
- زو تشن على موقع Chesstempo.com (الإنجليزية)
- زو تشن على موقع الاتحاد الأمريكي للشطرنج (الإنجليزية)
- زو تشن سجل أولمبياد الشطرنج على موقع OlimpBase.org (الإنجليزية)
- زو تشن سجل أولمبياد الشطرنج للسيدات على موقع OlimpBase.org (الإنجليزية)